# Gljúfurárfoss

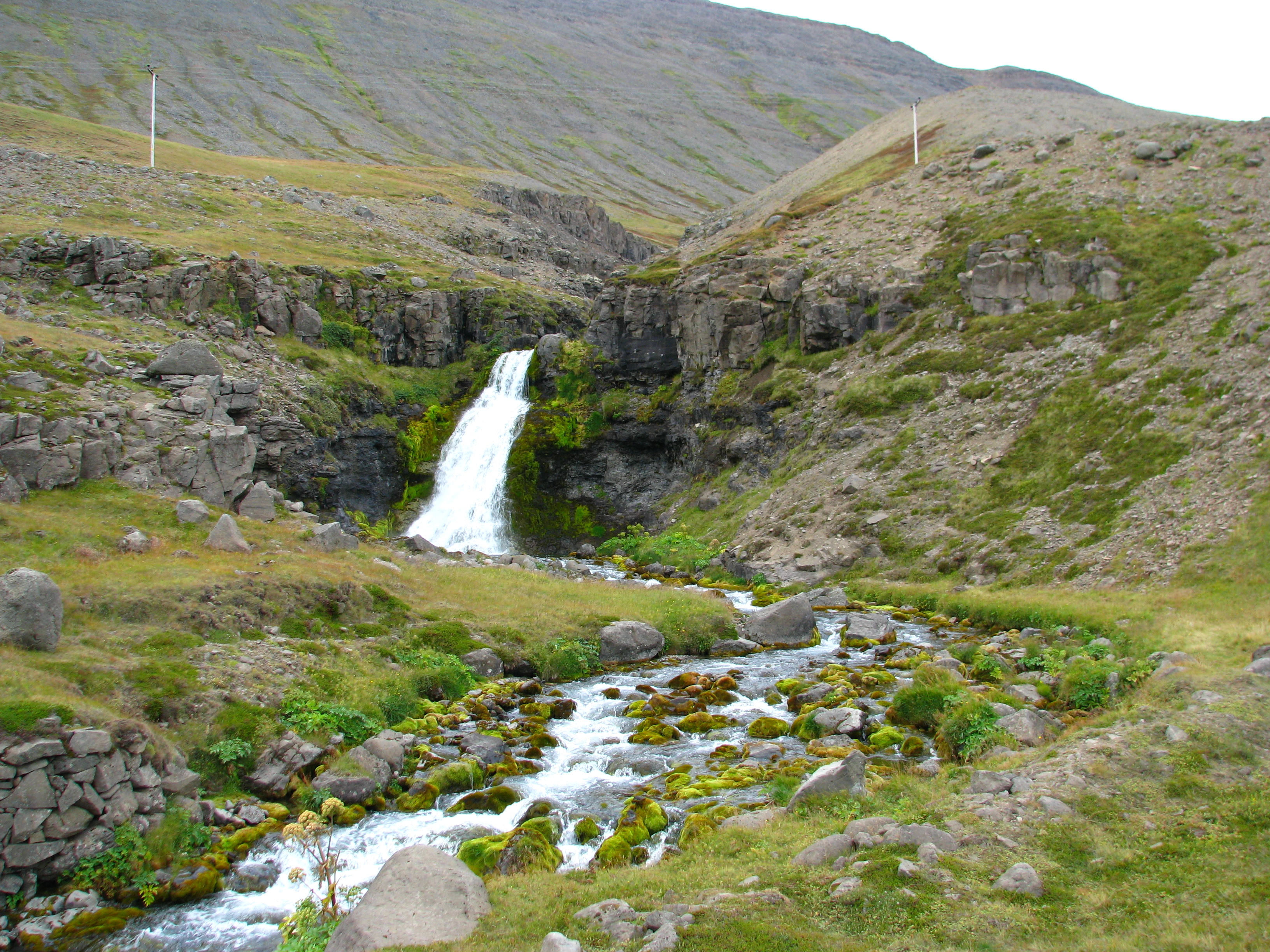
De Gljúfurárfoss.

De Gljúfurárfoss is een waterval op IJsland. In de Westfjorden op ongeveer 10 km noordelijk van de Dynjandi stroomt de Gljúfurá in de Arnarfjörður (Arendsfjord). Er vlakbij ligt de nu verlaten gelijknamige boerderij waar Jón Sigurðsson ooit gewoond heeft.